# Кент (Минесота)
Кент (енгл. Kent) град је у америчкој савезној држави Минесота.

## Демографија
По попису из 2010. године број становника је 81, што је 39 (-32,5%) становника мање него 2000. године.
| Група             | 2000.       | 2010.       |
| Белци             | 109 (90,8%) | 81 (100,0%) |
| Афроамериканци    | 0 (0,0%)    | 0 (0,0%)    |
| Азијати           | 0 (0,0%)    | 0 (0,0%)    |
| Хиспаноамериканци | 9 (7,5%)    | 0 (0,0%)    |
| Укупно            | 120         | 81          |